# Semidalis africana
Semidalis africana är en insektsart som beskrevs av Günther Enderlein 1906. Semidalis africana ingår i släktet Semidalis och familjen vaxsländor. Inga underarter finns listade i Catalogue of Life.